# Селчоара (комуна, Димбовіца)
Селчоара (рум. Sălcioara) — комуна у повіті Димбовіца в Румунії. До складу комуни входять такі села (дані про населення за 2002 рік):
- Бенешть (304 особи) — адміністративний центр комуни
- Гінешть (1139 осіб)
- Кетуну (169 осіб)
- Куза-Воде (451 особа)
- Моара-Ноуе (20 осіб)
- Мовіла (271 особа)
- Мірча-Воде (864 особи)
- Поду-Різій (772 особи)
- Селчоара (188 осіб)

Комуна розташована на відстані 52 км на північний захід від Бухареста, 22 км на південний схід від Тирговіште, 146 км на схід від Крайови, 102 км на південь від Брашова.

## Населення
За даними перепису населення 2002 року у комуні проживали 4178 осіб.
Національний склад населення комуни:
| Національність | Кількість осіб | Відсоток |
| -------------- | -------------- | -------- |
| румуни         | 4151           | 99,4%    |
| цигани         | 24             | 0,6%     |
| угорці         | 2              | < 0,1%   |
| серби          | 1              | < 0,1%   |

Рідною мовою назвали:
| Мова      | Кількість осіб | Відсоток |
| --------- | -------------- | -------- |
| румунська | 4175           | 99,9%    |
| угорська  | 2              | < 0,1%   |
| сербська  | 1              | < 0,1%   |

Склад населення комуни за віросповіданням:
| Релігія        | Кількість осіб | Відсоток |
| -------------- | -------------- | -------- |
| православні    | 4168           | 99,8%    |
| лютерани       | 6              | 0,1%     |
| адвентисти     | 2              | < 0,1%   |
| римо-католики  | 1              | < 0,1%   |
| греко-католики | 1              | < 0,1%   |

## Зовнішні посилання
- Дані про комуну Селчоара на сайті Ghidul Primăriilor